# Finska mästerskapet i bandy 1985/1986
Finska mästerskapet i bandy 1985/1986 spelades som dubbelserie följd av slutspel. OLS vann mästerskapet.

## Mästerskapsserien

### Slutställning
| Lag                   | Spelade | Vinster | Oavgjorda | Förluster | Målskillnad | Poäng |
| --------------------- | ------- | ------- | --------- | --------- | ----------- | ----- |
| OLS                   | 18      | 16      | 1         | 1         | 103–38      | 33    |
| IFK Helsingfors       | 18      | 15      | 1         | 2         | 122–46      | 31    |
| Lappeenrannan Veiterä | 18      | 13      | 2         | 3         | 91–40       | 28    |
| Botnia-69             | 18      | 8       | 2         | 8         | 72–71       | 18    |
| Veitsiluodon Vastus   | 18      | 6       | 2         | 10        | 61–71       | 14    |
| Borgå Akilles         | 18      | 6       | 2         | 10        | 55–84       | 14    |
| Warkauden Pallo -35   | 18      | 6       | 2         | 10        | 57–91       | 14    |
| Keminmaan Pallo       | 18      | 5       | 1         | 12        | 55–91       | 11    |
| Rovaniemen Palloseura | 18      | 4       | 2         | 12        | 42–85       | 10    |
| OPS                   | 18      | 3       | 1         | 14        | 42–83       | 7     |

OPS åkte ur serien direkt. RoPS efter kvalspel. 

### Kvalsserien
- 1 Mikkelin Kampparit 12 p.
- 2 Rovaniemen Palloseura 6
- 3 Kulosaaren Vesta 5
- 4 OPKL 1
- Kampparit gick upp, ersatte RoPS.

### Grundseriens poängliga
| Placering | Spelare           | Lag     | Mål | Assist | Poäng |
| --------- | ----------------- | ------- | --- | ------ | ----- |
| 1.        | Veikko Niemikorpi | HIFK    | 44  | 23     | 67    |
| 2.        | Matti Alatalo     | OLS     | 38  | 15     | 53    |
| 3.        | Leo Segerman      | Veiterä | 35  | 13     | 48    |
| 4.        | Esko Korhonen     | Botnia  | 27  | 7      | 34    |
| 5.        | Timo Okkonen      | OLS     | 3   | 30     | 33    |
| 6.        | Heikki Raitavuo   | HIFK    | 25  | 7      | 32    |
| 7.        | Esa Määttä        | Botnia  | 9   | 22     | 31    |
| 8.        | Petri Partanen    | HIFK    | 20  | 6      | 26    |
| 9.        | Lauri Segerman    | Veiterä | 7   | 17     | 24    |
| 10.       | Esa Moisanen      | KemPa   | 22  | 0      | 22    |

## Semifinaler
Semifinaler spelades i dubbelmöten, båda med första matchen i Helsingfors. 
| Lag 1           | Resultat | Lag 2                 | Match 1   | Match 2   |
| --------------- | -------- | --------------------- | --------- | --------- |
| Botnia-69       | 6–12     | OLS                   | 1–5 (0–4) | 5–7 (3–3) |
| IFK Helsingfors | 6–10     | Lappeenrannan Veiterä | 5–5 (4–2) | 1–5 (0–3) |

## Finaler
| Lag 1 | Resultat  | Lag 2                 |
| ----- | --------- | --------------------- |
| OLS   | 8–2 (3–1) | Lappeenrannan Veiterä |

## Slutställning
| Placering | Lag                   |
| --------- | --------------------- |
| 1.        | OLS                   |
| 2.        | Lappeenrannan Veiterä |
| 3.        | IFK Helsingfors       |
| 4.        | Botnia-69             |

## Finska mästarna
OLS: Jukka Palinsaari, Jorma Saastamoinen, Kalevi Immonen, Juha Niemikorpi, Ari Rintala, Timo Okkonen, Ilkka Alatalo, Sakari Puotiniemi; Matti Alatalo, Jari Loukkola, Jari Löthman; Jouni Vesterinen, Jouko Kämäräinen, Marko Paksuniemi, Heikki Kontturi. Tränare Reijo Karppinen.